# Rugby Viadana 2012-2013

## Eccellenza 2012-13

### Stagione regolare
| Incontro                | Andata | Ritorno |
| ----------------------- | ------ | ------- |
| Mogliano — Viadana      | 11-26  | 9-13    |
| Viadana — Crociati      | 37-9   | 35-23   |
| Viadana — Fiamme Oro    | 35-6   | 21-12   |
| Reggio Emilia — Viadana | 3-24   | 0-38    |
| Viadana — L’Aquila      | 45-3   | 21-6    |
| San Donà — Viadana      | 12-18  | 8-33    |
| Viadana — Rovigo        | 16-12  | 6-17    |
| I Cavalieri — Viadana   | 13-0   | 24-26   |
| Viadana — Calvisano     | 20-17  | 18-15   |
| Petrarca — Viadana      | 9-16   | 15-16   |
| Viadana — S.S. Lazio    | 50-15  | 15-16   |

#### Risultati della stagione regolare
| Posizione | G  | V  | N | P | PF  | PS  | DP   | B  | Pt |
| --------- | -- | -- | - | - | --- | --- | ---- | -- | -- |
| 1ª        | 22 | 19 | 0 | 3 | 529 | 255 | +274 | 10 | 86 |

### Fase finale
| Turno | Incontro           | Andata | Ritorno |
| ----- | ------------------ | ------ | ------- |
| SF    | Mogliano — Viadana | 18-8   | 6-13    |

## Trofeo Eccellenza 2012-13

### Prima fase

#### Girone A
| Incontro           | Andata | Ritorno |
| ------------------ | ------ | ------- |
| Viadana — Crociati | 31-3   | 26-0    |
| Petrarca — Viadana | 12-16  | 14-17   |
| Viadana — San Donà | 35-17  | 17-14   |

##### Risultati del girone A
| Posizione | G | V | N | P | PF  | PS | DP  | B | Pt |
| --------- | - | - | - | - | --- | -- | --- | - | -- |
| 1ª        | 6 | 6 | 0 | 0 | 142 | 59 | +83 | 3 | 27 |

### Finale
| Incontro             | Risultato |
| -------------------- | --------- |
| Viadana — S.S. Lazio | 25-21     |

## Verdetti
- Viadana vincitore del Trofeo Eccellenza 2012-2013.
- Viadana qualificato alla European Challenge Cup 2013-2014.